# 新井千鹤
新井千鶴（日语：／ Arai Chizuru，1993年11月1日—）生於埼玉縣大里郡寄居町，是一名日本女子柔道運動員，主攻70公斤級。目前效力於三井住友海上。曾經在2020東京奧運上獲得女子70公斤級的金牌。

## 經歷
新井在幼兒園時曾接觸過足球。後來比她大3歲的哥哥以及其他周邊的人都建議她去練習柔道，於是她進入柔道俱樂部，在進入俱樂部後，她覺得部內的年紀比她大的女成員大多都很可怕，於是在那里只待了一天之後就決定放棄。到了小學一年級時，她鼓起勇氣，真正地開始了柔道的練習。高中3年級時，她獲得關東高中柔道大賽70公斤級冠軍，她也在這時被三井住友海上的教練柳澤久和上野雅惠看上。
2012年高中畢業後，她進入了三井住友海上，並開始代表國家參賽。2013年，在東京柔道大會上擊敗時任世界冠軍尤麗·阿爾韋亞爾及金·波林，得到第一個世界級的冠軍。
2017年，新井千鶴成功在世界柔道锦标赛拿下金牌，成為真正的世界冠軍。隔年又在世界柔道錦標賽連霸金牌。
2021年在2020東京奧運上獲得女子70公斤級的金牌，成為在2016年田知本遙得到該量級柔道金牌後日本隊再次連霸金牌。在此之後其家鄉埼玉縣寄居町因此裝飾了一個金色郵筒。